# Mongjeonggi
Série
Mongjeonggi 2
(2005)
Pour plus de détails, voir Fiche technique et Distribution.
Mongjeonggi (hangeul : 몽정기 ; hanja : 夢精기 ; MR : Mongjŏnggi ; litt. « Saison de rêve ») est un film sud-coréen réalisé par Jung Cho-sin, sorti en 2002.
Il s'agit de l'adaptation du film American Pie (1999), qui n'a pas eu de succès au box-office coréen contrairement à ce film.
Il a pour suite Mongjeonggi 2, sorti en 2005.

## Synopsis
Un groupe de lycéens est très curieux de la sexualité.

## Fiche technique
- Titre original : 몽정기
- Titre français : Mongjeonggi
- Titre international : Wet Dreams
- Réalisation : Jung Cho-sin
- Scénario : Park Chae-woon
- Musique : Lee Yeong-ho
- Décors : Seo Myeong-hye
- Costumes : Lee Ja-young
- Photographie : Seo Jeong-min
- Montage : Nam Na-young
- Production : Choi Jin-hwa
- Société de production : Gang Je-Gyu Film
- Société de distribution : A-Line
- Pays de production :  Corée du Sud
- Langue originale : coréen
- Genre : comédie
- Durée : 94 minutes
- Date de sortie : Corée du Sud : 7 novembre 2002

## Distribution
- Lee Beom-soo : Byeong-chool
- Kim Seon-a : Yoo-ri
- Ahn Jae-hong : Yeong-jae
- Jeon Jae-hyung : Seok-goo
- Jung Dae-hoon : Sang-min
- Kim Ki-yeon : So-jeong
- Kong Hyeong-jin : Min-soo
- No Hyung-wook : Dong-hyoon

## Accueil
Le film sort le 7 novembre 2002 et, au total, ne compte que 763 190 spectateurs.